# Andigoni Papadopulu

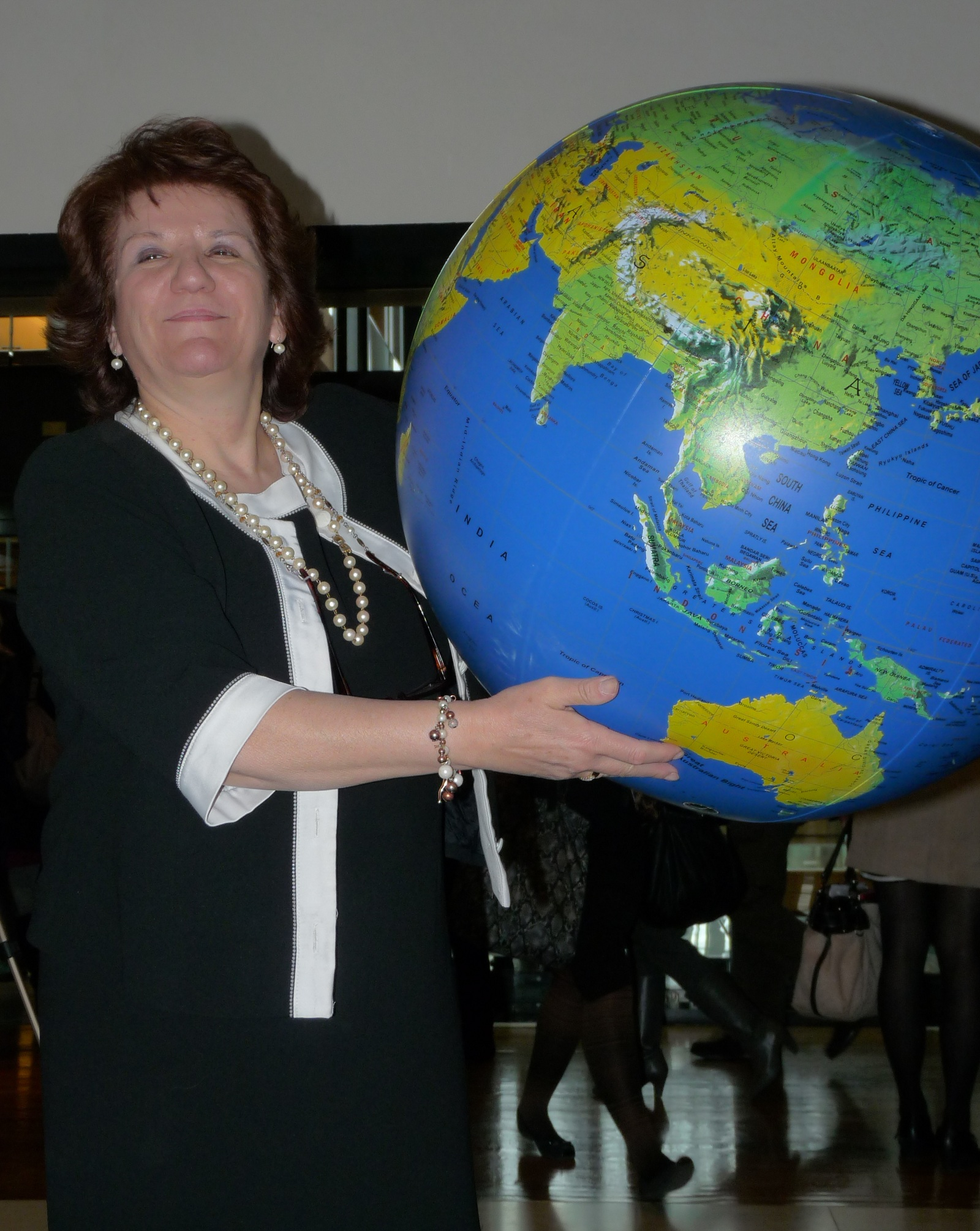
Antigoni Papadopoulou

Andigoni Papadopulu, gr. Αντιγόνη Παπαδοπούλου (ur. 8 lipca 1954 w Morfu) – cypryjska polityk i menedżer, była deputowana, posłanka do Parlamentu Europejskiego VII kadencji.

## Życiorys
Studiowała chemię w Stanach Zjednoczonych i Wielkiej Brytanii (w tym w ramach stypendium Programu Fulbrighta). Kształciła się następnie w zakresie zarządzania i socjologii. Od 1978 do 2001 zajmowała stanowisko dyrektora ds. kontroli jakości w Carlsbergu. Była też radną, a potem w latach 1996–2001 burmistrzem Morfu. W 2001 wybrano ją do Izby Reprezentantów z ramienia Partii Demokratycznej. Reprezentowała krajowy parlament w ZP Rady Europy. W wyborach w 2009 z listy DIKO uzyskała mandat deputowanej do Parlamentu Europejskiego VII kadencji. Przystąpiła do grupy Postępowego Sojuszu Socjalistów i Demokratów oraz do Komisji Wolności Obywatelskich, Sprawiedliwości i Spraw Wewnętrznych.